# Caleta Mariana
Caleta Mariana (según Argentina) o caleta Marian es una ensenada ubicada en la bahía Fildes/Guardia Nacional en la costa sudoeste de la isla Rey Jorge/25 de Mayo de las islas Shetland del Sur, Antártida.

## Características
Se encuentra entre puerto Collins y la caleta Potter. Al norte se encuentra la punta Barton o North Spit y al sur el cabo Sejong o South Spit.
Fue cartografiada por el equipo de Investigaciones Discovery entre 1934 y 1935.
En la costa sur, sobre la península Barton, se encuentra desde 1988 la base Rey Sejong de Corea del Sur.

## Toponimia
El nombre fue utilizado por el geólogo escocés David Ferguson en un informe de 1921 basado en sus investigaciones en la isla entre 1913 y 1914. Se cree que el topónimo era utilizado por los balleneros en el siglo XIX. En 1953, Argentina le colocó el nombre Mariana.

## Reclamaciones territoriales
Argentina incluye a la isla Rey Jorge/25 de Mayo en el departamento Antártida Argentina dentro de la provincia de Tierra del Fuego, Antártida e Islas del Atlántico Sur; para Chile forma parte de la comuna Antártica de la provincia Antártica Chilena dentro de la Región de Magallanes y de la Antártica Chilena; y para el Reino Unido integra el Territorio Antártico Británico. Las tres reclamaciones están sujetas a las disposiciones del Tratado Antártico.
Nomenclatura de los países reclamantes: 
- Argentina: caleta Mariana[4][5]
- Chile: caleta Marian[6]
- Reino Unido: Marian Cove[3]